# Molécule sémique
Pour les articles homonymes, voir Molécule.
Une molécule sémique est un ensemble d’au moins deux sèmes présents plusieurs fois ensemble dans une même unité sémantique (par exemple, un mot). Quand une même molécule sémique est répétée, on a une isotopie.
Il s'agit de termes provenant de la chimie. Cependant les éléments de la molécule n'ont pas les mêmes caractères que les atomes.
La représentation d'une molécule sémique peut se faire à partir du graphe de Sowa.

## Exemple

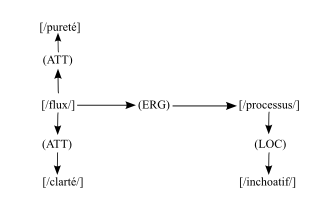
Molécule sémique correspondant au vers de Paul Éluard, Allume l'aube dans la source. ATT = attributif ; ERG = ergatif ; LOC = locatif. (Les liens sont entre parenthèses, les nœuds entre crochets.)

François Rastier a étudié des fragments de texte dans le but de savoir s'ils pouvaient être considérés comme des signes, alors que la tradition occidentale sépare depuis longtemps l'aspect textuel de la langue (rhétorique) de son aspect signifiant (linguistique). Un fragment de texte, ou même un texte, peut-il avoir une signification en plus de son sens ?
Le vers d'Eluard Allume l'aube dans la source contient, selon Rastier, une molécule sémique avec des « nœuds » et des « liens » :
« Les isotopies sont des fonds sémantiques, les thèmes et topoï des formes qui peuvent être décrites comme des molécules sémiques, petits réseaux sémantiques dont les nœuds sont des sèmes et les liens des cas. »
D'après l'auteur, dans le vers Allume l'aube dans la source,
« La même molécule est ici l’objet de trois lexicalisations successives, allume, aube et source, qui laissent apparaître des différences de statut des sèmes : par exemple, /pureté/ est inhérent à "source", mais afférent à "allume" dans ce contexte. »